# Fondo Europeo de Apoyo a la Paz
El Fondo Europeo de Apoyo a la Paz (FEAP) es un instrumento para la financiación de acciones de la Unión Europea encaminadas al mantenimiento de la paz, la prevención de conflictos y el fortalecimiento de la seguridad internacional. Enmarcado en la Política Exterior y de Seguridad Común (PESC), este fondo coordina las iniciativas de los Estados miembros y ha ampliado el apoyo a los socios de la UE a nivel mundial. Así, desde su puesta en marcha en 2021, la UE puede complementar las operaciones en terceros países, como en el caso de la implicación de la Unión Europea durante la invasión rusa de Ucrania, cuando el Consejo de 28 de febrero de 2022 aprobó la decisión relativa al suministro a las fuerzas armadas ucranianas de equipos y plataformas militares diseñados para producir efectos letales.
Para contribuir a aumentar las capacidades militares y de defensa autónomas de los países socios, el fondo puede suministrar equipos e infraestructuras relacionados y aportar medidas de asistencia. El instrumento, que cuenta con 5.000 millones de euros para el periodo 2021-2027 (al margen del presupuesto de la Unión Europea), garantizá una financiación de los costes de las operaciones de la Política Común de Seguridad y Defensa (PCSD).
El FEAP reemplazó otros fondos de ámbito militar focalizados únicamente en África.

## Contexto
Genéricamente el concepto de autonomía estratégica se vincula a las capacidades indispensables para llevar a cabo acciones militares autónomas. Específicamente, el concepto cuenta con tres dimensiones: política (estrategia), operativa (capacidades) o industrial (equipos). Su implementación obliga a redefinir el concepto de soberanía de cada Estado miembro de la UE, ya que, debido a la pérdida capacidad militar para garantizar su soberanía individualmente, los gobiernos deben evaluar qué partes de su defensa se europeízan y el nivel de especialización al que optan.
Este enfoque ha ganado terreno tras el Brexit mientras la UE buscaba una respuesta a la relativa crisis del multilateralismo, la creciente competencia entre China y Estados Unidos, el potencial agitador de Rusia y los diversos conflictos latentes en la vecindad de la UE. Así, la retirada de tropas estadounidenses de Afganistán en el verano de 2021 sirvió para que la UE reafirmara sus pretensiones para el fortalecimiento de su defensa ya que parte de los líderes europeos consideraron que el incidente —la Unión se opuso no solo a la retirada, sino también a la forma en que se hizo— era una señal de que Estados Unidos estaba regresando al aislacionismo y volviéndose menos confiable. En consecuencia, el Discurso sobre el estado de la Unión pronunciado en septiembre de 2021 por Von der Leyen, planteó varios planes de coordinación entre los miembros de la UE y propuestas sobre cooperación global. «Estamos entrando en una nueva era de hipercompetitividad», dijo, y sugirió que Europa se convierta en «un jugador global más activo».
Ya en su Libro Blanco sobre la Defensa de junio de 2017, la Comisión Europea amplió su enfoque industrial de la autonomía a otros aspectos asociados con la regulación de las inversiones estratégicas extranjeras, la cantidad del gasto de defensa y proporcionar una mejor relación calidad-precio a través de adquisiciones multinacionales y la reducción de la dependencia europea de terceros países para componentes clave. Y es que solamente algunos Estados de la UE disponen de criterios propios de autonomía estratégica que puedan aplicar a nivel comunitario. Es así que el gobierno de Francia ha considerado que las autonomías estratégicas nacional y europea, se refuerzan mutuamente en la medida en que aumentan sus posibilidades de actuación. Además el sentido de autonomía está más arraigado en Francia que en otros Estados ya que este país —en tanto que potencia nuclear— precisa de una libertad de acción amplia y dispone de un sector industrial bajo control público.
Mientras tanto se ha puesto en marcha la llamada Capacidad Militar de Planificación y Ejecución (CMPE), que se aprobó en junio de 2017. Los Estados miembros desbloquearon la creación de este cuartel en Bruselas que planifica y ejecuta las misiones militares no ejecutivas. Este embrión de cuartel militar permanente de la UE asumió el mando de las misiones de formación militar de la Unión en África Central, Mali y Somalia.
Por su parte, en el ámbito industrial, el objetivo del gobierno alemán es preservar sus tecnologías críticas nacionales y aumentarlas mediante la cooperación europea al respecto. Sin embargo, en la progresiva construcción de la autonomía estratégica, el contexto geopolítico y la “crisis existencial” de la UE han favorecido iniciativas bilaterales de carácter militar en el eje franco-alemán. En consecuencia, estos países ven necesario aumentar la autonomía estratégica de la UE porque complementa –no sustituye– a su propia capacidad nacional. Además, como resultado del Brexit, el Reino Unido ha dejado de obstaculizar la puesta en marcha de la política de defensa europea. Sin embargo las relaciones estratégicas e industriales que Alemania y Francia mantienen bilateralmente con dicho país podrían permitir al Reino Unido continuar estando presente en la defensa europea.
En lo relativo a las relaciones transatlánticas, la invasión rusa de Ucrania fue la protagonista de la Cumbre de Madrid de 2022 que profundizó los intercambios entre la Organización del Tratado del Atlántico Norte (OTAN), la UE y sus Estados miembros.

## Acciones del FEAP

### África
Este fondo reemplazó el mecanismo Athena y el Fondo de Apoyo a la Paz para África (APF). No obstante, el FEAP siguió financiando las acciones que recibían apoyo a través estos mecanismos.

### Ucrania
El 28 de febrero de 2022 un consejo extraordinario de ministros de Defensa de la Unión Europea entregó al departamento del Alto representante de la Unión para Asuntos Exteriores y Política de Seguridad la competencia de coordinar, a través del Fondo Europeo de Apoyo a la Paz, la compra de armas que estaban llevando a cabo los Estados miembros de la UE para ayudar a Ucrania. El día anterior, los ministros de Exteriores aprobaron que el presupuesto comunitario financie parte de esas compras, una decisión sin precedentes en la historia de la Unión Europea, aunque Austria, Irlanda y Malta se abstuvieron de participar.
La UE anunció que movilizaría 450 millones de euros para adquirir material de combate y otros 50 millones para la compra de combustible y material defensivo. Este dinero ayudará a los Estados a financiar la compra y envío de armamento a Ucrania. Previsiblemente el material llegará a través de Polonia, Eslovaquia y Rumania que tienen frontera con Ucrania —el Gobierno de Hungría anunció que no permitiría el paso de armas o tropas por su territorio—.